# Тополь падуболистный
Тополь падуболистный (лат. Populus ilicifolia), тополь тсаво — африканский вид листопадных деревьев рода тополь из семейства ивовых (Salicaceae). Входит в состав секции Туранги (Turanga). Самый южный вид тополей.
Дерево находится под угрозой потери среды обитания, в связи с чем внесено в международную красную книгу.

## Распространение
Восточно-африканский эндемик. Произрастает в восточной Кении и на северо-востоке Танзании на высотах до 1200 м над уровнем моря.
Встречается по берегам крупнейшей реки Кении — Тана.

### Местообитания
В лесах бывает доминирующим или просто распространенным видом. Произрастает в прибрежных лесах, на песчаных берегах и илистых отмелях.
Обычен на часто затопляемых песчаных отмелях.
Среднее годовое количество осадков в районе распространения составляет 200—800 мм, а средняя дневная температура колеблется от 17 °C до 35 °C.

## Ботаническое описание
Некрупное, двудомное, листопадное дерево до 25 (максимум 30) метров высотой. Ствол цилиндрический, у молодых деревьев покрыт гладкой корой, цвета от белёсого до бледно-коричневого; у зрелых деревьев кора становится продольно трещиноватой и красно-коричневой или серо-коричневой. Крона не плотная, бывает конической или округлой.
Прилистники вытянуто-обратно-яйцевидные, до 5 мм длиной, тонкие и красноватые, легко опадающие.
Листья очередные, простые, на черешках от 0,5 до 2,5—4,5 см длиной. Листовая пластинка угловато-яйцевидной или обратно-яйцевидной формы, с крупно зубчатыми краями.
На молодой поросли листочки линейные или узко-эллиптические, размерами 4—7,5 см на (0,5—) 4—5 см.
Соцветия — однополые серёжки. Мужские серёжки 1,5—2 см длиной, 6—9 цветковые. Женские серёжки терминальные на коротких ветвях, длиной 1—4 см, с 5—15 цветками. Цветки однополые, посажены в пазухи прицветников длиной 3—6 мм, без околоцветника, диск тонкий, красноватый, с крупной бахромой. Мужские цветки на цветоножке длиной 1 мм, тычинок много. Женские цветки на цветоножке 3—5 (до 8) мм длиной, завязь яйцевидной формы, длиной 3,5—5 мм, опушенная.
Плод — яйцевидная коробочка, размерами 0,5—1,5 см × 0,5—1 см, бороздчатая и шероховатая, раскрывается на 2 или 4 створки, многосемянная. Семена яйцевидные, 1—2 мм длиной, с пучком длинных белых волосков.

## Культивация
Светолюбивый вид-пионер, не переносит тень, недолговечен, продолжительность жизни составляет около 50 лет. Листопад происходит в сезон дождей. Цветёт нерегулярно, в зависимости от уровня влажности. Опыляется ветром. Созревание плодов обычно происходит в августе — декабре, семена разносятся ветром.
Даёт многочисленные всходы на аллювиальных почвах, но многие из них смываются при наводнениях или уничтожаются пастбищными животными. Вид можно размножать семенами, отводками, стеблевыми и корневыми черенками. Для размножения семенами плоды следует собирать до их раскрытия. После раскрытия плодов семена надо поместить в лотки для семян, наполненные мелким песком и залить водой. Они прорастают в течение нескольких дней. Семена можно хранить до одного года при 0 °C.
Для посадок рекомендуются стеблевые черенки длиной 8—10 см и диаметром 1—2 см, хорошо увлажнённые при температуре около 25 °C. После высадки укореняются через 3—6 недель. Если деревья высаживаются как декоративные, рекомендуется соблюдать дистанцию от зданий и дорог из-за крупных поверхностных корней и из-за легкой ломкости ветвей. Возможно совместные посадки с такими культурами как кукуруза, рис, просо и банан, поскольку довольно рыхлая крона дерева не даёт много тени.

### Болезни и вредители
Сеянцы могут поражаются фитофторозом и стеблевой гнилью, вызываемыми Fusarium, гусеницами бабочек Phalanta и щитовками.

## Значение и применение
Единственный вид тополя, естественным образом произрастающий в тропической Африке. Несколько видов и гибридов тополя завозились в районы тропической Африки ради получения древесины или в качестве декоративных растений. В основном они культивируются в высокогорных районах. Чаще всего завозились Populus alba и Populus deltoides, оба являются деревьями среднего размера, до 30 м высотой. Гибрид Populus × canadensis высаживали на Маврикии для ветрозащиты.
Populus ilicifolia — перспективное дерево для культивации, сопоставимое с другими видами тополей, выращиваемых в регионах с умеренным климатом. Его быстрый рост позволяет производить большое количество древесины, которая, однако, не отличается высокой долговечностью, но подходит для тех же целей, что и другие виды тополей. Обычно идёт для изготовления различной тары, ящиков, посуды, спичек, фанеры и целлюлозы для производства бумаги.

### Древесина
Древесина коричневого цвета, с грубой текстурой, лёгкая и довольно мягкая, плотность около 500 кг/м³ при влажности 12 %. Древо хорошо сушится, но при сушке деформируется. При содержании влаги 12 % модуль разрыва составляет около 70 Н/мм², а сжатие параллельно волокнам 36 Н/мм². Древесина легко обрабатывается, но долговечность невысокая. Сообщается, что лодки, изготовленные и такой древесины, служат до 2 лет.

### Использование
Из стволов деревьев изготавливают традиционные выдолбленные лодки-каноэ, которые встречаются в низовьях реки Тана и у рыбаков на побережье, распространены в Кении.
Древесина также идёт на изготовления столбов, ульев и посуды, подходит для производства фанеры. Может использоваться в качестве дров, но невысокого качества.
Посадки деревьев могут применяться для укрепления берегов рек и в декоративных целях. Листву поедает домашний скот.

## Таксономия
Populus ilicifolia (Engl.) Rouleau, Rhodora 47: 362. 1945.

### Синонимы
- Celtis ilicifolia Engl., Pflanzenw. Ost-Afrikas, C: 160. 1895. basionym
- Populus denhardtiorum Dode, Bull. Soc. Dendrol. France 1909: 152. 1909.
- Turanga ilicifolia (Engl.) Kimura, Sci. Rep. Tohoku Imp. Univ., Ser. 4, Biol. 13: 387. 1938.
- Balsamiflua ilicifolia (Engl.) Kimura, Sci. Rep. Tohoku Imp. Univ., Ser. 4, Biol. 14: 192. 1939.
- Balsamiflua denhardtiorum (Engl.) Kimura, Sci. Rep. Tohoku Imp. Univ., Ser. 4, Biol. 15: 416. 1940.
- Tsavo ilicifolia (Engl.) Jarm., Bot. Mater. Gerb. Bot. Inst. Komarova Akad. Nauk S.S.S.R. 11: 71. 1949.